# A Fool and His Money (film 1914)
A Fool and His Money è un cortometraggio muto del 1914 scritto, diretto e interpretato da Phillips Smalley e Lois Weber. Prodotto dalla Rex Motion Picture Company e distribuito dalla Universal Film Manufacturing Company, tra gli altri attori appaiono i nomi di Rupert Julian, Ella Hall, Harry C. Browne e [Joseph Singleton.

## Produzione
Il film fu prodotto dalla Rex Motion Picture Company.

## Distribuzione
Distribuito dalla Universal Film Manufacturing Company, il film - un cortometraggio in una bobina - uscì nelle sale cinematografiche statunitensi il 4 gennaio 1914.